# Julius Hartmann
Julius Friedrich Georg Hartmann (Holeby, 11 novembre 1881 – Copenaghen, 6 novembre 1951) è stato un fisico danese.
Nel 1927 costruì l’oscillatore di Hartmann, in grado di generare onde ultrasonore in un fluido.